# Revuelo
Revuelo es el quinto álbum de estudio del grupo chileno Kudai. Se lanzó el 12 de febrero de 2021 bajo la distribución de Sony Music Chile.
Producido por Diego Ramírez, Gustavo Pinochet y José Miguel Alfaro.

## Antecedentes y grabación
Tras el lanzamiento de su cuarto álbum de estudio Laberinto en marzo de 2019, Kudai no volvió a lanzar nuevas canciones, durante ese año. Debido a la pandemia por COVID-19, la agrupación anunció en junio el lanzamiento de una nueva versión de su antiguo tema «Sin despertar» del su álbum debut Vuelo (2004). En dicho anunció, la banda comentó que ya estaban preparando nuevos trabajos musicales. Fue grabado durante el año 2020 en Estudios del Sur, Chile y en los Estudios Rubik en Ciudad de México.
El disco consistió en un repaso por la discografía de la banda con nuevas versiones de sus temas anteriores. El material contiene canciones de sus tres álbumes de estudio publicados antes de su separación en 2009 Vuelo (2004), Sobrevive (2006) y Nadha (2008). El tema «Aquí estaré» de 2017 lanzado como sencillo como parte de su reencuentro como agrupación, no fue incluido previamente en el álbum Laberinto (2019), sin embargo, en este disco se incluyó en una versión acústica. El disco además de versiones de temas anteriores incluye 3 canciones inéditas «Distancia», «Seré tu luz» y «Vuelve a mí».

## Promoción

### Sencillos
En 2020, la banda lanzó una nueva versión del tema «Sin despertar» lanzado originalmente en 2004. En octubre del mismo año, se publicó como segundo sencillo «Escapar», el tercer sencillo de su álbum debut en 2005.
Una nueva edición del tema «Ya nada queda» se publicó como tercer sencillo el 12 de febrero de 2021, junto con el lanzamiento digital del disco.

## Lista de canciones
Créditos adaptados de Apple Music.

| N.º | Título                   | Escritor(es)                                               | Productor(es)                                    | Duración |  |
| 1.  | «Sin despertar»          | Gustavo Pinochet                                           | Diego Ramírez, José G. Alfaro                    | 3:16     |  |
| 2.  | «Escapar»                | Pinochet                                                   | Ramírez, Alfaro                                  | 3:53     |  |
| 3.  | «Morir de amor»          | Cristián Daniel Stambuk, Kudai                             | Ramírez, Alfaro, Gustavo Pinochet, Ariel Arevalo | 3:41     |  |
| 4.  | «Distancia»              | Pinochet, Diego Ramírez, José G. Alfaro                    | Ramírez, Alfaro, Pinochet                        | 3:04     |  |
| 5.  | «Lejos de aquí»          | Stambuk                                                    | Ramírez, Alfaro, Pinochet                        | 3:49     |  |
| 6.  | «Ya nada queda»          | Pinochet                                                   | Ramírez, Alfaro, Pinochet                        | 3:47     |  |
| 7.  | «Tal vez»                | Pinochet, Alfaro                                           | Ramírez, Alfaro, Pinochet                        | 3:37     |  |
| 8.  | «Llévame»                | Pinochet                                                   | Ramírez, Alfaro, Pinochet                        | 3:55     |  |
| 9.  | «Déjame gritar»          | Pinochet, Alfaro                                           | Ramírez, Alfaro, Pinochet                        | 3:13     |  |
| 10. | «Seré tu luz»            | Ramírez, Alfaro, Pinochet                                  | Ramírez, Alfaro, Pinochet                        | 3:19     |  |
| 11. | «Vuelve a mí»            | Ramírez, Alfaro, Pinochet, Tomás Manzi, Gustavo Cerqueiras | Ramírez, Alfaro, Pinochet                        | 3:16     |  |
| 12. | «Aquí estaré (acústico)» | Pinochet                                                   | Ramírez, Alfaro, Pinochet, Martín Dalessio       | 2:36     |  |

## Historial de lanzamiento
| País   | Fecha                 | Formato                     | Discográfica     | ref.  |
| ------ | --------------------- | --------------------------- | ---------------- | ----- |
| Varios | 12 de febrero de 2021 | Descarga digital, streaming | Sony Music Chile | [ 3 ] |